# ريوسوكي ساساغاكي
ريوسوكي ساساغاكي (باليابانية: 笹垣 亮介) من مواليد (13 يناير عام 1985، في مدينة إيواتا في اليابان )؛ هو لاعب كرة قدم ياباني سابق كان يلعب كمهاجم.

## وصلات خارجية
- ريوسوكي ساساغاكي على موقع رابطة كرة القدم اليابانية للمحترفين (اليابانية)